# Laczkovich Piroska
Laczkovich Piroska Ilona Mária (Budapest, 1906. december 15. – Budapest, 1982. július 5.) magyar jelmeztervező, egyetemi tanár. Krocsák Emil (1902–1982) festőművész felesége.

## Életpályája
Szülei dr. Laczkovich Elemér orvos (1867–1912) és Perényi Margit voltak. 1930-ban tanári oklevelet szerzett a Magyar Képzőművészeti Főiskolán; rajztanárként dolgozott. 1948–1965 között a Nemzeti Színház jelmeztervezője volt; de más színházak számára is készített jelmezeket. 1953–1966 között a Színház- és Filmművészeti Főiskola jelmeztan tanára volt.
Sírja a Farkasréti temetőben található (41-1-62/63), ahol 1982. július 15-én helyezték örök nyugalomra.

## Színházi jelmezei
A Színházi Adattárban regisztrált bemutatóinak száma: 74.
| - Caragiale: Elveszett levél (1949) - Gorkij: Vássza Zseleznova (1949) - Scserbacsov: Dohányon vett kapitány (1949) - Gorkij: Ellenségek (1949) - Erdődy József: Boldogság (1949) - Davidoglu: Bányászok (1950) - Mikszáth Kálmán: A Noszty fiú esete Tóth Marival (1950) - Trenyov: Ljubov Jarovája (1950, 1958) - Kornyejcsuk: Bodzaliget (1951) - Gogol: A revizor (1951, 1953) - Szigligeti Ede: II. Rákóczi Ferenc fogsága (1951) - Csehov: Ványa bácsi (1952, 1960) - Moliere: A fösvény (1952) - Illyés Gyula: Az ozorai példa (1952) - Kornyejcsuk: Ukrajna mezőin (1953) - Shaw: Pygmalion (1953) - Csokonai Vitéz Mihály: Az özvegy Karnyóné és a két szeleburdiak (1953) - Osztrovszkij: Vihar (1954) - Mikszáth Kálmán: Szépasszony madara (1954) - Déry Tibor: Talpsimogató (1954) - William Shakespeare: Szentivánéji álom (1954) - Moliere: A képzelt beteg (1954) - Moliere: A versailles-i rögtönzés (1954) - Gorkij: Az anya (1955) - Vészi Endre: A titkárnő (1955) - Karinthy Ferenc: Ezer év (1955) - Sartre: Főbelövendők klubja (1956) - Carlo Goldoni: Mirandolina (1956) - Németh László: Galilei (1956) - Karinthy Ferenc: Szellemidézés (1957) - Machiavelli: Mandragora (1957) - Krleza: A Glembay Ltd. (1958) - Brecht: Koldusopera (1958, 1970) - Gosztonyi János: Rembrandt (1958) | - Lawler: A tizenhetedik baba nyara (1958) - Darvas József: Kormos ég (1959) - Földes Mihály: Örök szerelem (1959) - Meilhac-Millaud: Nebáncsvirág (1959) - Miller: Az ügynök halála (1959) - Móricz Zsigmond: Betyár (1959) - Kruczkowski: A szabadság első napja (1960) - Trenyov: A Néva partján (1960) - Zak-Kuznyecov: Fekete vagy vörös (1960) - Mesterházi Lajos: Üzenet (1960) - Moliere: Úrhatnám polgár (1960) - Arbuzov: Irkutszki történet (1960) - Zvon: Sírva vigadunk (1960) - Darvas József: Hajnali tűz (1961) - Barnassin Anna: Napfogyatkozás (1961) - Synge: A nyugati világ bajnoka (1961) - Németh László: Az utazás (1962) - Katona József: Bánk bán (1962) - Szigligeti Ede: Liliomfi (1962) - Lope de Vega: A furfangos menyasszony (1963) - O'Neill: Hosszú út az éjszakába (1963) - Hubay Miklós: Csend az ajtó mögött (1963) - William Shakespeare: Macbeth (1963) - Kohout: A harmadik nővér (1963) - Moliere: Dandin György (1964) - Majakovszkij: Gőzfürdő (1964) - Wesker: Gyökerek (1964) - Illés Endre: Az idegen (1965) - Li Hszing-tao: A krétakör (1966) - Ibsen: A vadkacsa (1967) - Schneider-Ondracek: Gentlemanek (1968) - William Shakespeare: Othello (1971) - Brecht: Mahagony (1974) - Gilbert: A házasságszédelgő (1974) |

## Filmjei
- Úri muri (1950)
- Merénylet (1960)
- Ezer év (1963)
- Cserepek (1981)